# Australia en los Juegos Paralímpicos de Toronto 1976
Australia estuvo representada en los Juegos Paralímpicos de Toronto 1976 por un total de 46 deportistas, 35 hombres y 11 mujeres.

## Medallistas
El equipo paralímpico australiano obtuvo las siguientes medallas:
| Nombre                        | Deporte            | Evento                         |
| ----------------------------- | ------------------ | ------------------------------ |
| Oro                           |                    |                                |
| Tracey Freeman                | Atletismo          | 60 m 1C femenino               |
| Tracey Freeman                | Atletismo          | Jabalina 1C femenino           |
| Tracey Freeman                | Atletismo          | Peso 1C femenino               |
| Eric Russell                  | Atletismo          | Disco 3 masculino              |
| Eric Russell                  | Atletismo          | Peso 3 masculino               |
| Eric Russell                  | Atletismo          | Pentatlón 3 masculino          |
| Wayne Patchett                | Atletismo          | Disco 1A masculino             |
| Robert Farmer                 | Bolos sobre hierba | Individual A masculino         |
| Eric Magennis Bruce Thwaite   | Bolos sobre hierba | Dobles Wh masculino            |
| Adele Jackson Charmaine Smith | Bolos sobre hierba | Dobles B femenino              |
| John Kestel Margaret Ross     | Dartchery          | Dobles clase abierta masculino |
| Vic Renalson                  | Halterofilia       | Peso medio masculino           |
| Gail Nicholson                | Natación           | 100 m espalda C femenino       |
| Gail Nicholson                | Natación           | 100 m libre C femenino         |
| Pauline English               | Natación           | 25 m mariposa 4 femenino       |
| Elizabeth Richards            | Tiro               | Rifle 2-5 mixto                |
| Plata                         |                    |                                |
| Tracey Freeman                | Atletismo          | Eslalon 1C femenino            |
| Tracey Freeman                | Atletismo          | Disco 1C femenino              |
| Elaine Schreiber              | Atletismo          | Jabalina 2 femenino            |
| Robert Faulkner               | Atletismo          | 100 m B masculino              |
| Harry Moseby                  | Atletismo          | Disco C1 masculino             |
| Eric Russell                  | Atletismo          | Jabalina 3 masculino           |
| John Kidd                     | Atletismo          | Jabalina 4 masculino           |
| Jago Mikulic                  | Atletismo          | Jabalina A masculino           |
| Wayne Patchett                | Atletismo          | Peso 1A masculino              |
| Murray Todd                   | Atletismo          | Peso 2 masculino               |
| Doug Rupe                     | Atletismo          | Salto de altura A masculino    |
| Charmaine Smith               | Bolos sobre hierba | Individual B femenino          |
| James Handbridge              | Bolos sobre hierba | Individual C masculino         |
| Lynette Michael               | Natación           | 25 m libre 2 femenino          |
| Lynette Michael               | Natación           | 75 m estilos 2 femenino        |
| John Hind                     | Natación           | 25 m libre 2 masculino         |
| John Hind                     | Natación           | 25 m mariposa 2 masculino      |
| John Hind                     | Natación           | 75 m estilos 2 masculino       |
| Bronce                        |                    |                                |
| Peter Marsh                   | Atletismo          | 60 m 1A masculino              |
| Peter Marsh                   | Atletismo          | Maza 1A-1B masculino           |
| John Kestel                   | Atletismo          | Jabalina 2 masculino           |
| Jago Mikulic                  | Atletismo          | Pentatlón A masculino          |
| Terry Mason                   | Halterofilia       | Peso supergallo masculino      |
| Pauline English               | Natación           | 150 m estilos 4 femenino       |
| Roy Kubig                     | Natación           | 50 m espalda 3 masculino       |